# Neonaționalism
Neonaționalismul sau noul naționalism este o formă de naționalism care a apărut în Europa și America de Nord în jurul anului 2015. Acesta este asociat cu populismul de dreapta, mișcarea antiglobalizare, nativismul, protecționismul, politica anti-imigraționistă, islamofobia,sinofobia⁠(d) și în unele cazuri euroscepticismul. Conform unui cercetător, „rezistența naționalistă față de liberalismul global a devenit cea mai influentă forță din politica occidentală” în 2016. Acțiunile importante ale noilor naționaliști includ votul pentru Brexit în cadrul referendumului asupra menținerii Regatului Unit în Uniunea Europeană și algerea lui Donald Trump în funcția de președinte al Statelor Unite.

## Prezentare generală
Michael Hirsh menționează într-un articol redactat pentru Politico⁠(d) că noul naționalism este „o respingere populistă a statul quo-ului pe care elitele globale l-au impus sistemului internațional încă de la sfârșitul Războiului Rece și pe care votanții săraci au decis - în mod justificat - că este inechitabil”. Michael Brendan Doughtery caracterizează noul naționalism într-un articol pentru The Week⁠(d) drept „o revoltă nativistă” împotriva politicilor care au precedat Războiul Rece.
The Economist menționa în noiembrie 2016 că „noii naționaliști mizează serios pe promisiunile că vor închide granițele și vor restaura societatea”. Într-un articol pentruLas Vegas Sun⁠(d), Clarence Page afirma că „noul naționalism neotribal a fost cultivat în politica european și într-o măsura mai mică în Statele Unite încă de la criza economică din 2008⁠(d)”, iar Ryan Cooper (revista The Week) și cercetătorii din cadrul Centrului pentru Cercetarea Politicilor Economice⁠(d) corelat populismul de dreapta din secolul XXI cu Marea Recesiune. Conform politologului din cadrul Universității Harvard, Yascha Mounk, „stagnarea economică din clasa de jos și cea mijlocie ale albilor a reprezentat principalul imbold al creșterii naționalismului la nivel mondial”, iar profesor Mark L. Movesian consideră că noul naționalism se opune „regimurilor supranaționale și liberale precum UE sau NAFTA”.
Într-un articol pentru National Review, David Brog și Yoram Hazony menționează că unii conservatori consideră noul naționalism asociat cu Brexitul și Donald Trump drept o trădare a principilor conservatoare în timp ce adepții acestuia văd în el o reîntoarcere la aceste valori.
Într-un articol pentru The Week, Damin Linker disociază noul naționalism de rasism, considerând asocierea drept un „nonsens”, iar „tendința progresiștilor de a-l descrie drept nimic altceva decât 'rasism, islamofobie și xenofobie' vine din dorința acestora de a-l distinge de orice formă de solidaritate, fie ea națională, lingvistică, religioasă, teritorială sau etnică”.